# Griseidraconarius
Griseidraconarius – rodzaj pająków z rodziny lejkowcowatych. Obejmuje cztery opisane gatunki.

## Morfologia
Pająki osiągające od 6 do 13 mm długości ciała. Karapaks mają żółtawobrązowy do szarego z niewyraźnymi smugami rozchodzącymi się promieniście. Brązowe szczękoczułki mają po trzy zęby na krawędziach przednich i po dwa na krawędziach tylnych. Warga dolna i szczęki są brązowe, a sternum żółtawobrązowe do szarego. Kolejność par odnóży od najdłuższej do najkrótszej to: IV, I, II, III. Ich barwa jest żółtawobrązowa lub szara, nie występuje obrączkowanie. Barwa opistosomy (odwłoka) jest na wierzchu jasnoszara z niewyraźnymi szewronami, od spodu jednolicie jasnoszara, pozbawiona znaczeń.
Genitalia samicy mają małe spermateki z dwoma lub trzema kulistawymi nabrzmiałościami oraz zaopatrzoną w drobne, umieszczone pośrodkowo lub przednio-środkowo zęby płytkę płciową. Nogogłaszczki samca mają rzepkę z krótką apofizą, goleń pozbawioną apofizy lateralnej, ale zaopatrzoną w szeroką apofizę retrolateralną, łyżeczkowatą apofizę medialną, szeroki i spiralnie skręcony konduktor oraz gruby, przysadzisty embolus.

## Rozprzestrzenienie
Przedstawiciele rodzaju występują endemicznie w Japonii. Znani są z wysp Honsiu, Sikoku i Kiusiu oraz archipelagu Riukiu.

## Taksonomia
Takson ten wprowadzony został w 2020 roku przez Kenichiego Okumurę na łamach „Acta Arachnologica” poprzez uzasadnione wynikami molekularnej analizy filogenetycznej wydzielenie części gatunków z rodzaju norosz (Coelotes). Nazwa rodzajowa to połączenie łacińskiego griseus oznaczającego „szary” z nazwą należącego do tej samej podrodziny rodzaju Draconarius. Wyniki analiz filogenetycznych z 2022 i 2023 roku wskazują, że Griseidraconarius zajmuje pozycję siostrzaną względem rodzaju Guilotes, tworząc z nimi klad siostrzany dla Troglocoelotes.
Do rodzaju tego należą cztery opisane gatunki:
- Griseidraconarius akakinaensis (Shimojana, 2000)
- Griseidraconarius decolor (Nishikawa, 1973)
- Griseidraconarius iheyaensis (Shimojana, 2000)
- Griseidraconarius iriei (Okumura, 2013)